# Аполон Белведерски
Аполон Белведерски е римско мраморно копие на бронзовата статуя на древногръцкия скулптор Леохар (придворен скулптор на Александър Македонски, ок. 330—320 пр.н.е.).
Статуята е висока 2.24 m и изобразява Аполон, древногръцкия бог на светлината, сина на Зевс и Лето (Латона), брат-близнак на Артемида, като младеж, стрелящ с лък. Бронзовата статуя на Леохар, е направена около 330 пр.н.е., но не се е съхранила. По повод датировката на мраморното римско копие, мненията на изследователите се различават.
Мраморната статуя е намерена между 1484 и 1492 г. във вилата на Нерон в Антия, близо до Рим (съвр. Анцио, Италия). При управлението на римския папа Юлий II, през 1506, статуята на Аполон е поставена в антиквария, построен от архитекта Донато Браманте в Белведере във Ватикана. Оттук идва и името ѝ – Аполон Белведерски.
Стволът на дървото, който служи за опора на дясната ръка на Аполон, не е съществувал в бронзовия оригинал, но е допълнен в мраморното копие. Голяма част от дясната ръка и лявата китка са липсвали, но се допълнени към статуята от Джовани Монторсоли (1506-1563), ученик на Микеланджело.